# Parafia św. Jacka w Detroit
Parafia św. Jacka w Detroit (ang. St. Hyacinth's Parish) – parafia rzymskokatolicka położona w Detroit w stanie Michigan, Stany Zjednoczone.
Jest ona wieloetniczną parafią we wschodniej części Detroit, zwanej potocznie "Wojciechowo" (ang. Poletown), z mszą św. w j. polskim, dla polskich imigrantów.
Parafia została założona 8 maja 1907 roku i dedykowana św. Jackowi.